# 윤봉 (조선)
윤봉(尹鳳, 생년 미상 ~ 1483년)은 조선 전기의 내시이다.
황해도(黃海道) 서흥(瑞興) 출신으로 본관은 경주이다. 명나라에 조공 내관으로 들어갔는데, 명나라 황제의 신임을 받아 내사(內史), 봉어(奉御), 태감(太監) 등을 지내고 품계가 정1품에 이르렀다. 모친상을 당하여 고향에 돌아왔을 때 태종은 황해도 관찰사에 일러 각별히 신경쓰게 하고 형제들에게도 벼슬자리를 주었다. 윤봉은 해마다 공물 사신으로 조선에 와 조정에 각종 압력을 가하였는데 자신의 고향인 서흥군을 도호부(都護府)로 승격시키게 하거나 동생에게 높은 벼슬을 내리도록 하였다. 그러나 조선이 바쳐야 할 공물의 양을 줄여주거나 토목의 변 이후 명에서 물소뿔의 수출량을 제한하였을 때 그 양을 늘려주는 등 조선을 위한 조력도 하였다. 1483년(성종 14) 윤봉이 나이가 들어 관직에서 은퇴해 조선으로 돌아오자 성종은 노비와 땅을 하사하고 그의 아버지와 형에게 각각 정평공이라는 시호와 과의장군의 벼슬을 내렸다.

## 같이 보기
- 토목의 변

## 참고자료
- 윤봉(尹鳳) - 한국학중앙연구원